# سوق الرقيق في روما القديمة
سوق الرقيق في روما القديمة هي لوحة زيتية رسمها الفنان الفرنسي جان ليون جيروم في 1884.